# Guranje s litice
Guranje s litice, hrvatska neovisna diskografska kuća iz Splita. Vlasnik je Igor Mihovilović, osnivač projekta Karmakulator. Kombinirao je industrial i eksperimentalni noise s field recordingsima i sampleovima.
Nastao je kao interdisciplinarni je projekt koji je nastao tijekom 2002. godine u Splitu. Javno djelovanje počeo u klubu Kocka u Domu mladih Split. 2008. godine postali su i izdavačka kuća specijalizirana za suvremenu novu gitarsku i elektroničku glazbu, ali i arhivska izdanja unutar kojih do izražaja osobito dolaze hrvatski i splitski sastavi koji su od sedamdesetih do devedesetih godina ostavili utjecaj na lokalnoj, državnoj i regionalnoj glazbeno-umjetničkoj pozornici. Projekt Guranje s litice započeo je suradnju s Centrom za dokumentiranje nezavisne kulture nedugo nakon njegovog otvorenja, tijekom koje je velik dio fizičke arhive projekta pohranjeno u Centru i učinjeno dostupnim javnosti.

## Vanjske poveznice
- Guranje s litice  Arhivirana inačica izvorne stranice od 3. studenoga 2018. (Wayback Machine)
- Facebook
- YouTube
- BandCamp
- Discogs
- MySpace
- Tumblr  Arhivirana inačica izvorne stranice od 9. siječnja 2016. (Wayback Machine)